# Uesugi Akisada
Uesugi Akisada (上杉顕定, né en 1454 et mort le 25 juillet 1510) était un samouraï du clan Uesugi qui fut nommé shugo de la province d'Echigo, succédant à Uesugi Fusayoshi.